# Chanteclair
Chanteclair, también escrito a veces como Chantecler, fue un cabaré que funcionó en la ciudad de Buenos Aires, Argentina en un edificio construido al efecto en la calle Paraná 440 a metros de la Avenida Corrientes, entre diciembre de 1924 y 1960, año en que dejó de funcionar y fue demolido. Era propiedad del ciudadano francés Charles Seguin y su concurrencia se nutría con artistas, políticos, turistas y personas adineradas que concurrían para beber, comer, bailar y presenciar los espectáculos, en los que primaban los vinculados al tango.

## Historia
El nombre del sitio está tomado del francés, una lengua que era sinónimo de cultura entre los intelectuales y la clase adinerada del Buenos Aires de esa época, y significa “canta claro”. El primer Chantecler conocido en el Río de la Plata fue un cabaré que funcionó desde 1910 en Montevideo, propiedad de Emilio Matos, padre de Gerardo Matos Rodríguez, que inicialmente se había llamado "Moulin Rouge", luego "Campi" y, finalmente hasta su clausura, "Chanteclair".
Charles Seguin, que además de este local, tenía, entre otros negocios, los teatros Casino y Tabaris, construyó el edificio especialmente para destinarlo a cabaré. En la entrada una dársena permitía que autos pudieran dejar a los concurrentes directamente sobre la puerta del local, donde eran recibidos por el portero. En el interior había tres pistas de baile, un gran escenario, palcos con cortinados de pana roja como en los teatros y teléfono directo para hacer los pedidos. En el fondo del local una exótica piscina climatizada acogía a jóvenes y atractivas muchachas que realizaban juegos acuáticos para entretener a los concurrentes. 
Las relaciones públicas del local, el manejo del personal y la presentación de los espectáculos estaba a cargo de Ángel Sánchez Carreño, conocido como Príncipe Cubano, sobre cuyo lugar y año de nacimiento hay versiones dispares: algunas fuentes lo dan por nacido en Cuba, otros en Buenos Aires, algunos en 1880 y otros en 1890. Algunos decían que había llegado desde Cuba, pero los historiadores descubrieron que había nacido en el Gran Buenos Aires en marzo de 1880. 
Una presencia permanente en el local era la de Giovanna Ritana (Jeannette), la bella y joven mujer de Amadeo Garesio, un hombre nacido en Córcega, pero que había llegado a Buenos Aires con una compañía de trapecistas. Dicen que Garesio y Ritana regenteaban varios prostíbulos en la ciudad y que al morir sin descendencia Charles Seguin se habían quedado con el cabaret.  Comba, sobrino de Ritana, trabajó en el local como cajero y mano derecha de Garesio; su padre Luciano Comba fungía como testaferro de Garesio por los problemas de este con la justicia. A la muerte de Rithana por cáncer, Garesio se casó con Nelida Comba también bailarina del Chantecler.    . 
Ritana le dio su apodo de Príncipe Cubano a Sánchez Carreño, quien a su vez, bautizó a Juan D'Arienzo como el Rey del Compás; parece que dijo "Si yo soy un Príncipe, usted es el Rey...del compás".
Cuenta Jorge Palacio de los cabarés:

En la puerta siempre había un portero uniformado con levitón, con botones dorados y una gorra con el nombre del cabaret.
Aunque solían concurrir parejas, la mayor parte de los asiduos asistentes eran hombres solos o en grupo, que iban a bailar con las alternadoras, a tratar de seducir a alguna o a escuchar a su orquesta favorita. En todo cabaret había una orquesta típica y una de jazz y a medianoche se presentaba un espectáculo llamado el varieté, que consistía en diversos números artísticos. El signo de importancia del cabaret estaba dado por la categoría de la orquesta típica que actuaba en él….Las alternadoras, milongas o coperas vestían de largo satén, cumplían un horario y su misión era hacer que los clientes las invitaran a sentarse a su mesa a tomar una copa. Una vez logrado esto, trataban de entusiasmarlo para que siguiera invitando y consumiendo. No podían salir del cabaret antes que el local cerrara sus puertas. A las 3 o 4 de la madrugada, cuando estaba por cerrar, la orquesta tocaba La cumparsita, último tango de la noche. En ese momento aparecían los cafishios a buscar a sus coperas y cobrar su porcentaje.

## Las orquestas
En la inauguración actuó la orquesta de Julio de Caro, la mejor en ese momento, con él como violinista y director; sus hermanos Emilio (segundo violín) y Francisco al piano. En los bandoneones estaban Pedro Laurenz y Pedro Maffia y en el contrabajo Ruperto Thompson.
De Caro se alternaba en las noches de gala con un conjunto que dirigía un joven Juan D’Arienzo, contraponiéndose así dos ritmos y estilos absolutamente distintos: De Caro, que privilegiaba la melodía, y D’Arienzo, que era puro ritmo. En el cabaré una noche en que no contaba con su pianista Lidio Fasoli, D’Arienzo probó en su lugar a Rodolfo Biagi, por entonces de 27 años, que cambió la marcación rítmica, dándole a la orquesta un nuevo sello propio; febril, avasallante y bailable, nunca igualado. Pablo O. Valle, el director de Radio El Mundo que era asiduo concurrente, los hizo debutar rápidamente en esa radiodifusora. Así como la bebida símbolo del lugar era el champán,  D’Arienzo era su emblema bailable.
Otros grandes maestros que actuaron en el Chantecler fueron, entre otros, Eduardo Del Piano, Carlos Di Sarli, Joaquín Do Reyes, Atilio Stampone, Leopoldo Federico y Héctor Varela.
El cabaré Chantecler fue demolido en 1960 luego de estar un tiempo inactivo. 
En homenaje al cabaré, Juan Polito, Carlos Ángel Lazzari y Ángel Roque Gatti compusieron el tango Glorioso Chantecler y, cuando el local ya no funcionaba pero el edificio todavía subsistía, Enrique Cadícamo hizo la letra y música de un tango despidiéndolo con el título de Adiós Chantecler.
Algunas secuencias de la película El cantor del pueblo fueron rodadas en el local del Chantecler. En 2015 la corógrafa y bailarina Mora Godoy dirigió y actuó en el espectáculo musical Chantecler Tango inspirado en la historia del local.